# Lijst van nevenkampen van Dachau
Dit artikel bevat een lijst van nevenkampen van Dachau. Nevenkampen werden ook wel buitencommando's genoemd.
De meeste gevangenen in Dachau werden ingezet als dwangarbeider. Dachau had 169 buitencommando's en leverde arbeidskrachten aan 197 firma's, vooral in de wapenindustrie. Gerenommeerde bedrijven als BMW en Messerschmitt maakten gebruik van deze goedkope krachten. Veel dwangarbeiders stierven door honger en uitputting.
- Allach
- Aufkirch
- Augsburg
- Bad Ischl
- Bad Tölz
- Asbach-Bäumenheim
- Baubrigade XIII
- Bayersoien
- Bayrisch Zell
- Birgsau
- Blainach
- Bruck
- Burgau/Günzburg
- Dachau
- Eching
- Echterdingen
- Ellwangen
- Emmerting
- Eschelbach
- Feistenau
- Feldafing
- Fischbachau
- Fischen
- Fischhorn
- Friedolfing
- Friedrichshafen
- Füssen
- Gablingen
- Garmisch-Partenkirchen
- Germering
- Gmund
- Halfing
- Hallein

- Hausham
- Heidenheim
- Heppenheim
- Horgau
- Innsbruck
- Itter
- Karlsfield
- Kaufbeuren
- Kaufering
- Kempten
- Königssee
- Kottern
- Landsberg
- Landshut
- Lauingen
- Lind (in Neumarkt in Steiermark)
- Lochau
- Markt Schwaben
- Mauthausen-Gusen
- Moschendorf
- Mühldorf
- Mühlheim
- Münchhen-Giesing
- München-Schwabing (ook bekend als Schwester Pia)
- Neustift
- Neurenberg
- Oberdorf (in Bad Hindelang)
- Oberföhring
- Ottobrunn
- Passau
- Pfersee

- Plansee
- Pollnhof
- Radolfzell
- Rohrdorf
- Rorgsachwaige
- Rothschwaige
- Salzburg
- Saulgau
- Schlachters-Sigmarszell
- Schleissheim
- Schloss Itter
- Seehausen
- Spitzingsee
- Steinhöring
- Stephanskirchen
- St Gilgen
- St Lambrecht
- St. Wolfgang
- Traunstein
- Trostberg
- Türkenfeld
- Türkheim
- Tutzing
- Überlingen
- Ulm
- Utting
- Valepp
- Vulpmes
- Uttendorf-Weisssee
- Wolfratshausen
- Zangberg